# Јован Стефановић Курсула
Јован Стефановић Курсула (Врање, 1900 — 1968) био је српски оперски певач.

## Биографија
Јован Стефановић Курсула је рођен у Врању 1900. године.
Учио је прво абаџијски занат, касније је радио као кројачки радник у Београду.
Био је природно музикалан.
У Београду је одушевљавао околину својим снажним баритоном, те су му саветовали да почне да учи певање, што он од 1922-26. и чини код Фриде Бинички и Александра Руча, корепетитора и диригента Београдске опере.
Од 1930-32. учи певање у Бечу код проф. Ернста Темпла.
Каријеру почиње гостовањима у иностранству: Оломоуц, Острава, Карлове Вари, Плзен, Братислава, Праг, Рајхенберг итд.
Са народним песмама је гостовао широм Југославије.
Његове грамофонске плоче снимљене су у иностранству, те тако свет упознаје врањански севдах и карасевдах.
За време Другог светског рата приређивао је у Београду концерте, чији је приход давао у хуманитарне сврхе.
Био је члан Београдске и Новосадске опере.
У Скопљу је био један од оснивача Македонске опере.
Тамо је једно време био педагог.
У Новом Саду је пуну деценију предавао у Музичкој школи „Исидор Бајић“.
Био је члан УМУС-а, одликован оредном рада, бројним признањима и новчаним наградама.
Оболевши од рака грла, умро је у Новом Саду, 29. августа 1968. године.